# Білан Наталія Григорівна
Наталія Григорівна Білан (Бєлан, до шлюбу Тимченко) (1940—1991) — українська вчена у галузях археозоології та палеонтології, теріолог, кандидат біологічних наук (1972). Відома дослідженнями мисливства та тваринництва часів Київської Русі за рештками тварин з археологічних пам'яток, авторка широко відомої монографії «К истории охоты и животноводства в Киевской Руси (Среднее Поднепровье)» (1972). Також вивчала викопні рештки великих ссавців й інших періодів з території України, починаючи з плейстоцену.

## Життєпис
Наталія Григорівна Тимченко народилася 20 липня  1940 року в місті Київ. Мати, Олена Цивінська, працювала лаборантом в Інституті зоології АН УРСР, батько зник під час німецько-радянської війни. Протягом 1957—1962 років Наталія навчалася на біологічному факультеті Київського університету, здобула спеціальність зоолога. З 1963 року до кінця життя працювала у відділі палеозоології Інституту зоології АН УРСР (керівник — Підоплічко Іван Григорович), пройшовши шлях від лаборанта до старшого наукового співробітника. У 1972 році захистила кандидатську дисертацію «Дикие и домашние млекопитающие Среднего Поднепровья (по материалам из средневековых археологических памятников)», за матеріалами якої того ж року була опублікована монографія без співавторів «К истории охоты и животноводства в Киевской Руси (Среднее Поднепровье)» у видавництві «Наукова думка», що свідчить про дуже високу оцінку роботи сучасниками в Інституті зоології.
У 1974 році вийшла заміж за інженера Білана Ігоря Івановича. У 1975 році в них народилася дочка Ганна.
Нагороджена медалями «У пам'ять 1500-річчя Києва» (1982) і «Ветеран праці» (1985).
Померла 10 лютого 1991 року у віці 50 років внаслідок онкологічного захворювання.

## Дослідження
Основним напрямком досліджень Наталії Білан було вивчення викопних решток великих ссавців з археологічних пам'яток Наддніпрянщини першого тисячоліття нашої ери та Середньовіччя, тобто переважно поселень часів Київської Русі, також черняхівської культури тощо. Рештки великих ссавців у таких пам'ятках представляють дві основні категорії: свійські тварини та мисливські тварини. Відповідно, отриманні дані значно розширили уявлення про тогочасне тваринництво та мисливство Наддніпрянщини. Особлива увага в працях дослідниці приділена вивченню свійського бика та його відмінностям на різних територіях в різні періоди. Також вивчала, серед іншого, і рештки турів з середньовічних поселень. За цією тематикою дослідниця захистила кандидатську дисертацію та опублікувала монографію «К истории охоты и животноводства в Киевской Руси (Среднее Поднепровье)» (1972).
Також вивчала і більш давні рештки великих ссавців з України, починаючи з пізнього плейстоцену, зокрема тарпана, вівцебика, північного оленя, благородного оленя тощо.
У праці дослідниці 1987 року описані два цікавих випадки знахідок щелеп свійської свині, навмисно вмонтованих у середньовічні ритуальні дуби, підняті з дна Десни та Дніпра на Чернігівщині та Київщині. Імовірно, таке розміщення решток свиней у живих ритуальних дубах мало характер жертвоприношення і було частиною культу розмноження та врожаю давніх слов'ян.
Вчена брала участь у створенні 19 вітрин і фризів експозиції Центрального науково-природничого музею у Києві (зараз Національний науково-природничий музей НАН України).
Праці дослідниці високо оцінюються сучасними фахівцями як найбільш вичерпні археозоологічні дослідження ссавців першого тисячоліття нашої ери та Середньовіччя України.

## Публікації

### Монографії та довідники
- Тимченко Н. Г. 1972. К истории охоты и животноводства в Киевской Руси (Среднее Поднепровье). Киев: Наукова думка. 212 с.
- Короткевич Е. Л. Белан Н. Г. 1987. Палеонтологический музей: путеводитель. Киев: Наукова думка. 64 с.

### Статті, тези, замітки
- Тимченко Н. Г. 1964. Фауна поселення Половецького. Тези ІІ наукової конференції молодих спеціалістів. Київ: Наукова думка. 42–43.
- Тимченко Н. Г. 1966. Про свійського бика (Bos taurus L.) початку нашої ери з поселення Лепесівка Хмельницької області. В кн.: Біологія корисних та шкідливих тварин України. Київ: Наукова думка. 168 с.
- Тимченко Н. Г. 1968. Фауна поселения Лепесовка. Природная обстановка и фауна прошлого. 4: 123—134.
- Тимченко Н. Г. 1969. К характеристике быка домашнего (Bos taurus dometsicus L.) из древнерусского города Воиня. Вестник зоологии. 6: 71–78.
- Тимченко Н. Г. 1969. Про свійських собак з древньоруського міста Воїнь. Збірник праць Зоологічного музею АН УРСР. 33: 104—107.
- Тимченко Н. Г. 1970. О фауне диких и домашних животных средневековых памятников Среднего Поднепровья. Природная обстановка и фауны прошлого. 5: 166—174.
- Бібікова В. І., Тимченко Н. Г. 1971. Рештки тура із середньовічних поселень України. Збірник праць Зоологічного музею АН УРСР. 34: 120—126.
- Тимченко Н. Г. 1972. Свійські тварини з давньоруського міста Чучина. Археологія. 6: 96-102.
- Пидопличко И. Г., Люрин И. Б., Тимченко Н. Г. 1972. К вопросу о хозяйстве, быте и культуре позднепалеолитического населения в связи с раскопками в с. Межирич. Материалы и исследования по археологии СССР. 185: 189—192.
- Тимченко Н. Г. 1972. Свійський бик Середнього Подніпров'я в часи Київської Русі. Матеріали ХІІІ конференції ІА АН УРСР, присвяченої 50-річчю АН УРСР (Київ, 1968 р.). Київ: Наукова думка. 321—323.
- Тимченко Н. Г. 1972. Определение диагностируемых обломков костей животных из поселения Пилипенкова Гора (Канев Черкасской области) (Раскопки 1966—1968 г.). В кн.: Максимов Е. В. Среднее Поднепровье на рубеже нашей эры: 173.
- Тимченко Н. Г. 1973. К вопросу об охоте в I тыс. н. э. на Волыни. Природная обстановка и фауна прошлого. 7: 144—148.
- Тимченко Н. Г. 1974. Промысловые и домашние млекопитающие Правобережной Украины в I тысячелетии нашей эры. I Международный конгресс по млекопитающим. Москва, ВИНИТИ, 2: 262—263.
- Белан Н. Г. 1975. Фауна зарубинецких поселений Каневщины. Природная обстановка и фауна прошлого. 9: 108—128.
- Бєлан Н. Г. 1977. До історії мисливства і тваринництва у племен Правобережної України у І тисячолітті н. е. Археологія. 24: 29–37.
- Белан Н. Г. 1978. Фауна городища Монастырек на среднем Днепре. В кн.: Генинг В. Ф. (ред.). Использование методов естественных наук в археологии. Киев: Наукова думка. 96—109.
- Бибикова В. И., Белан Н. Г. 1979. Локальные варианты и группировки позднепалеолитического териокомлпекса Юго-Восточной Европы. Бюллетень Московского общества испытателей природы: отделение биологии. 84 (3): 3–14.
- Белан Н. Г., Бибикова В. И. 1980. Лошадь мезолита Северо-западного Причерноморья. Археологические исследования на Украине в 1978—1979 гг. 37.
- Бибикова В. И., Белан Н. Г. 1981. Раннеголоценовый тарпан на территории Северо-Западного Причерноморья. Вестник зоологии. 3: 21–26.
- Бєлан Н. Г. 1982. Фауна Трахтемирівського городища. Археологія. 38: 50–63.
- Белан Н. Г. 1983. Позднеплейстоценовый северный олень Поднепровья. Вестник зоологии. 5: 20–26.
- Белан Н. Г., Корниец Н. Л. 1983. Итоги предварительного изучения позднепалеолитической стоянки Гонцы по материалам раскопок 1977—1979 гг. Вестник зоологии. 5: 74.
- Бибикова В. И., Белан Н. Г. К истории охотничьего промысла на Украине. Вестник зоологии. 6: 16–20.
- Белан Н. Г. 1985. Овцебык в позднем плейстоцене Украины. Вестник зоологии. 2: 31-34.
- Белан Н. Г. 1985. Позднеплейстоценовая широкопалая лошадь бассейна Десны. Труды ЗИН АН СССР. 131: 50–63.
- Белан Н. Г. 1986. Широкопалая лошадь в позднем плейстоцене на Украине. Вестник зоологии. 1: 36–41.
- Белан Н. Г., Логвиненко В. Н. 1986. Благородный олень раннетрипольского поселения Бернашевка на Днестре. Вестник зоологии. 6: 23–26.
- Белан Н. Г. 1987. Домашняя свинья как жертвенное животное древних славян. Вестник зоологии. 1: 64.
- Белан Н. Г., Журавлев О. П. 1992. Фауна городища Башмачка. В кн.: Смиленко А. Т. Городище Башмачка III—IV вв. Киев: Наукова думка. 123—130.
- Krotova A. A., Belan N. G. 1993. Amvrosievka: A Unique Upper Paleolithic Site in Eastern Europe. In: Soffer O., Praslov N. D. (ed.). From Kostenki to Clovis: Upper Paleolithic — Paleo-Indian Adaptations. New York: Plenum Press. 125—142.